# Пихта великая
Пихта великая (лат. Abies grandis) — вид хвойных деревьев семейства Сосновые (Pinaceae).
В Европу ввезена в 1831 году, где культивируется как декоративное растение, главным образом в садах.

## Распространение и экология
В природе ареал вида охватывает Канаду (Британская Колумбия) и США (штаты Айдахо, Монтана, Орегон, Вашингтон и Калифорния).
Встречается от уровня океана поднимаясь до высот в 2100 метров, главным образом по долинам рек и пологим склонам; наибольших размеров достигает вблизи океана. Особенно хорошо растет во влажном морском климате, однако, мирится и с континентальными условиями.
Растёт рассеянно в смеси с псевдотсугой Мензиса (Pseudotsuga menziesii), лиственницей западной (Larix occidentalis), сосной жёлтой (Pinus ponderosa), сосной скрученной широкохвойной (Pinus contorta), сосной горной веймутовой (Pinus monticola), елью Энгельмана (Picea engelmannii), пихтой субальпийской (Abies lasiocarpa) в горах и елью ситхинской (Picea sitchensis), пихтой миловидной (Abies amabilis), туей складчатой (Thuja plicata), тсугой западной (Tsuga heterophylla), Populus trichocarpa вблизи моря по низменным местам. Чистые насаждения дает редко.
У свободно стоящих деревьев плодоношение наступает примерно на 20-м году жизни, обильные урожаи повторяются через 2—3 года. Живёт до 200—250 лет.

## Ботаническое описание
Дерево высотой 35—50 (до 75) м и диаметром ствола 60—120 (до 180) см. Крона правильная, конусовидная в молодости и несимметричная, куполообразная в зрелом возрасте. Кора старых деревьев тёмно-коричневая и продольно-трещиноватая; молодых побегов — оливково-зелёная, слегка опушённая.
Почки длиной около 6 мм, шаровидные, смолистые. Хвоя тёмно-зелёная, сверху блестящая, снизу с белыми полосками, длиной 20—35 (до 55) мм, шириной 2—2,5 мм.
Шишки овально-цилиндрические, длиной 5—10 (до 11) см, диаметром 2—4 см. Семена длиной 9 мм, с крылом около 18 мм. В 1 кг до 45—80 тысяч семян, средний вес 1000 семян 12—20 г. На родине плоды созревают в сентябре — октябре.
|                                                      |  |  |
| Слева направо: Хвоя. Зелёные шишки. Поперечный спил. |  |  |

## Классификация

### Таксономия
Вид Пихта великая входит в род Пихта (Abies) семейства Сосновые (Pinaceae) порядка Сосновые (Pinales).
|  |               |  |                          |                          |                    |  | ещё 6 семейств (согласно Системе APG II) | ещё 6 семейств (согласно Системе APG II) |                   |  |  |  | ещё около 50 видов |
|  |               |  |                          |                          |                    |  | ещё 6 семейств (согласно Системе APG II) | ещё 6 семейств (согласно Системе APG II) |                   |  |  |  | ещё около 50 видов |
|  |               |  |                          | порядок Сосновые         |                    |  |                                          |                                          | род Пихта         |  |  |  |                    |
|  |               |  |                          | порядок Сосновые         |                    |  |                                          |                                          | род Пихта         |  |  |  |                    |
|  | отдел Хвойные |  |                          |                          | семейство Сосновые |  |                                          |                                          | вид Пихта великая |  |  |  |                    |
|  | отдел Хвойные |  |                          |                          | семейство Сосновые |  |                                          |                                          |                   |  |  |  |                    |
|  |               |  | ещё три вымерших порядка | ещё три вымерших порядка |                    |  |                                          | ещё 10 родов                             | ещё 10 родов      |  |  |  |                    |
|  |               |  |                          | ещё три вымерших порядка |                    |  |                                          |                                          | ещё 10 родов      |  |  |  |                    |

### Разновидности
В рамках вида выделяют несколько разновидностей:
- Abies grandis var. grandis (Dougl. ex D.Don) Lindl.
- Abies grandis var. idahoënsis Silba